# 聯翠里
25°01′32″N 121°28′05″E / 25.0254444°N 121.4681133°E
聯翠里為台灣新北市板橋區轄下之一里，面積約0.0834平方公里。昔時江子翠地區，該里於1975年2月1日由江翠里分出。

## 詞源
聯翠之詞，緣於聯翠析自江翠，而「江翠」之名乃源於其舊名「江仔翠」。蓋「江仔翠」早期屬於「港仔嘴莊」的一部分，清代後期已獨立發展成莊，為與港仔嘴區別，乃採近音雅字而稱為「江仔翠」。聯翠即繼承了江子翠的翠字，里內有聯邦建設公司興建大量公寓，故名聯翠里。:11